# روت هالبسگوت
روت هالبسگوت (آلمانی: Ruth Halbsguth; ۹ دسامبر ۱۹۱۶ – ۷ اکتبر ۲۰۰۳) شناگر اهل آلمان بود.